# Alfred Jerger
Alfred Jerger (ur. 9 czerwca 1889 w Brnie, zm. 18 listopada 1976 w Wiedniu) – austriacki śpiewak operowy, bas-baryton.

## Życiorys
Ukończył Konserwatorium Wiedeńskie, gdzie jego nauczycielami byli Robert Fuchs i Hermann Graedener. W 1913 roku podjął pracę w Zurychu w charakterze dyrygenta operetkowego. Jako śpiewak zadebiutował w 1917 roku rolą Lotariusza w operze Mignon Ambroise’a Thomasa. Występował w Bayerische Staatsoper w Monachium (1919–1921) i Operze Wiedeńskiej (1921–1953). Wystąpił w prapremierowym przedstawieniu Die glückliche Hand Arnolda Schönberga (1924), kreował też rolę Mandryki w prapremierze Arabelli Richarda Straussa (1933). Gościnnie występował na festiwalu w Salzburgu i Covent Garden Theatre w Londynie. Od 1947 roku był wykładowcą Konserwatorium Wiedeńskiego, do jego uczennic należała Leonie Rysanek.
Jego repertuar obejmował około 150 partii operowych. Występował m.in. jako Don Giovanni i Leporello w Don Giovannim W.A. Mozarta, Beckmesser w Śpiewakach norymberskich Richarda Wagnera, Wielki Inkwizytor i Filip II w Don Carlosie Giuseppe Verdiego, Scarpia w Tosce Giacomo Pucciniego i Mefisto w Fauście Charles’a Gounoda. W wieku 80 lat wziął udział w nagraniu płytowym Kawalera srebrnej róży Richarda Straussa pod batutą Georga Soltiego.